# Леснічувка (Лодзинське воєводство)
Леснічувка (пол. Leśniczówka) — село в Польщі, у гміні Беляви Ловицького повіту Лодзинського воєводства.
Населення — 186 осіб (2011).
У 1975-1998 роках село належало до Скерневицького воєводства.

## Демографія
Демографічна структура станом на 31 березня 2011 року:
|          | Загалом | Допрацездатний вік | Працездатний вік | Постпрацездатний вік |
| -------- | ------- | ------------------ | ---------------- | -------------------- |
| Чоловіки | 100     | 22                 | 56               | 22                   |
| Жінки    | 86      | 8                  | 49               | 29                   |
| Разом    | 186     | 30                 | 105              | 51                   |